# Campeonato Paulista do Interior de Futebol
O Campeonato Paulista do Interior, também conhecido como Troféu do Interior, foi uma competição de futebol organizada pela Federação Paulista de Futebol (FPF) e disputada paralelamente ao Campeonato Paulista. Essa competição tinha a responsabilidade de indicar o campeão e o melhor clube do interior do estado de São Paulo, excluindo aqueles que avançaram para as finais da competição principal e o Santos.
Ao longo da história, diversos campeonatos e títulos honoríficos com a mesma temática foram realizados ou distribuídos. No entanto, em 2021, a entidade lançou uma enciclopédia e homologou 104 títulos estaduais de diversos clubes, tanto em atividade quanto extintos. Como resultado, vários campeonatos do interior foram homologados como edições da segunda divisão estadual.
Para a FPF, a primeira edição da competição foi realizada em 2007 e vencida pelo Guaratinguetá. Em 2023, foi extinta e substituída pela Taça Independência.

## História
No ano de 2007, a FPF organizou um torneio paralelo ao Campeonato Paulista, composto pelas equipes do interior que tiveram melhor desempenho. Na primeira edição desse torneio, o Guaratinguetá, em seu primeiro ano na primeira divisão estadual, teve uma campanha marcada pela falta de regularidade durante a primeira fase, alternando entre bons e maus resultados, resultando em sete vitórias e oito derrotas. O clube terminou a fase em décimo lugar, somando 25 pontos, resultado que garantiu a última vaga para o Troféu do Interior, graças à não classificação de Corinthians e Palmeiras. Na semifinal, enfrentou o Paulista de Jundiaí e venceu ambos os jogos, avançando para a final. Na decisão, enfrentou o Noroeste, e após um empate no primeiro jogo, conseguiu a vitória na partida de volta, garantindo o título com um gol nos minutos finais. O clube de Bauru, por sua vez, retornou à decisão em 2008, mas novamente foi derrotado, dessa vez para o Grêmio Barueri. Em 2009, a Ponte Preta conquistou o título ao superar o próprio Grêmio Barueri na final do torneio.
Na quarta edição, em 2010, o título foi conquistado pelo Botafogo, que venceu o segundo jogo contra o São Caetano pelo placar mínimo. Isso resultou em um empate no placar agregado do confronto, e o Botafogo garantiu a conquista devido a ter uma melhor campanha do que o adversário na competição. No ano seguinte, o Oeste, na época sediado em Itápolis, venceu a Ponte Preta por 3 a 0 no segundo jogo da final, revertendo a desvantagem do primeiro jogo, em Campinas. O Mogi Mirim conquistou o título em 2012, vencendo o Bragantino por 4 a 2 em ambos os jogos da final. Por outro lado, a Ponte Preta ficou com o troféu em 2013.
Entre 2014 e 2015, o torneio não foi realizado, e os clubes do interior com as melhores campanhas naqueles anos, Ponte Preta e Penapolense, foram declarados campeões. O torneio retornou em 2017 com um novo formato, envolvendo seis clubes participantes divididos em dois grupos, com os líderes de cada grupo avançando para a decisão. Ituano e Ponte Preta conquistaram o título nos dois anos em que esse formato foi adotado.
A partir da edição de 2019, o formato foi mais uma vez alterado para incluir jogos eliminatórios. Os últimos campeões do torneio foram o Red Bull Brasil em 2019, o Red Bull Bragantino em 2020, o Novorizontino em 2021 e o Ituano em 2022. Em 16 de novembro de 2022, a FPF anunciou a Taça Independência, competição que substituiu o Campeonato do Interior.

## Campeões

### Títulos por clube
| Pos  | Clube               | Títulos | Vices | Semifinais |
| ---- | ------------------- | ------- | ----- | ---------- |
| 1.º  | Ponte Preta         | 4       | 3     | 2          |
| 2.º  | Ituano              | 2       | —     | 2          |
| 3.º  | Botafogo-SP         | 1       | 1     | 2          |
| 4.º  | Red Bull Bragantino | 1       | 1     | 1          |
| 5.º  | Grêmio Barueri      | 1       | 1     | —          |
| 5.º  | Penapolense         | 1       | 1     | —          |
| 7.º  | Oeste               | 1       | —     | 3          |
| 8.º  | Guaratinguetá       | 1       | —     | —          |
| 8.º  | Mogi Mirim          | 1       | —     | —          |
| 8.º  | Novorizontino       | 1       | —     | —          |
| 8.º  | Red Bull Brasil     | 1       | —     | —          |
| 12.º | Noroeste            | —       | 2     | —          |
| 13.º | Mirassol            | —       | 1     | 5          |
| 14.º | Santo André         | —       | 1     | 1          |
| 14.º | São Caetano         | —       | 1     | 1          |
| 16.º | Guarani             | —       | 1     | —          |
| 17.º | Inter de Limeira    | —       | —     | 2          |
| 18.º | Água Santa          | —       | —     | 1          |
| 18.º | Linense             | —       | —     | 1          |
| 18.º | Paulista            | —       | —     | 1          |

### Títulos por cidade
| Pos  | Cidade             | Títulos | Vices | Semifinais |
| ---- | ------------------ | ------- | ----- | ---------- |
| 1.º  | Campinas           | 5       | 4     | 2          |
| 2.º  | Barueri            | 2       | 1     | 3          |
| 3.º  | Itu                | 2       | —     | 2          |
| 4.º  | Ribeirão Preto     | 1       | 1     | 2          |
| 5.º  | Bragança Paulista  | 1       | 1     | 1          |
| 6.º  | Penápolis          | 1       | 1     | —          |
| 7.º  | Guaratinguetá      | 1       | —     | —          |
| 7.º  | Mogi Mirim         | 1       | —     | —          |
| 7.º  | Novo Horizonte     | 1       | —     | —          |
| 10.º | Bauru              | —       | 2     | —          |
| 11.º | Mirassol           | —       | 1     | 5          |
| 12.º | Santo André        | —       | 1     | 1          |
| 12.º | São Caetano do Sul | —       | 1     | 1          |
| 14.º | Limeira            | —       | —     | 2          |
| 15.º | Diadema            | —       | —     | 1          |
| 15.º | Jundiaí            | —       | —     | 1          |
| 15.º | Lins               | —       | —     | 1          |